# Luigi Traglia
Luigi Traglia (ur. 3 kwietnia 1895 − zm. 22 listopada 1977) − włoski kardynał.

## Życiorys
Urodził się w Albano Laziale. Studiował na papieskich uniwersytetach: Laterańskim i Gregoriańskim w Rzymie. W 1917 przyjął święcenia kapłańskie. Dwa lata później ukończył studia i zaczął wykładać na Papieskim Uniwersytecie Urbaniana, należącym do św. Kongregacji Propaganda Fide. W 1936 został mianowany tytularnym arcybiskupem Cezarei Palestyńskiej i wiceregensem Rzymu. Był przewodniczącym Specjalnego Komitetu ds. Obchodów Świętego Roku Maryjnego obchodzonym z okazji ogłoszenia dogmatu o Wniebowzięciu (1954), oraz Komisji ds. I Synodu Rzymskiego (1959). W 1960 został mianowany kardynałem. Prowikariusz (1960–65), a następnie wikariusz generalny diecezji rzymskiej (1965–68). Uczestniczył w Soborze Watykańskim II i konklawe 1963. Kanclerz św. Kościoła Rzymskiego 1968–1973 (po jego rezygnacji urząd ten został skasowany). W marcu 1972 został promowany do diecezji suburbikarnej Albano i wybrany subdziekanem Kolegium Kardynałów. Dziekan Kolegium Kardynalskiego i tytularny biskup Ostii (zachowując tytuł diecezji Albano) od stycznia 1974. 3 kwietnia 1975 utracił prawo do brania udziału w konklawe z racji ukończenia 80 roku życia. Zmarł w Rzymie i pochowano go na cmentarzu Campo Verano.